# Technion

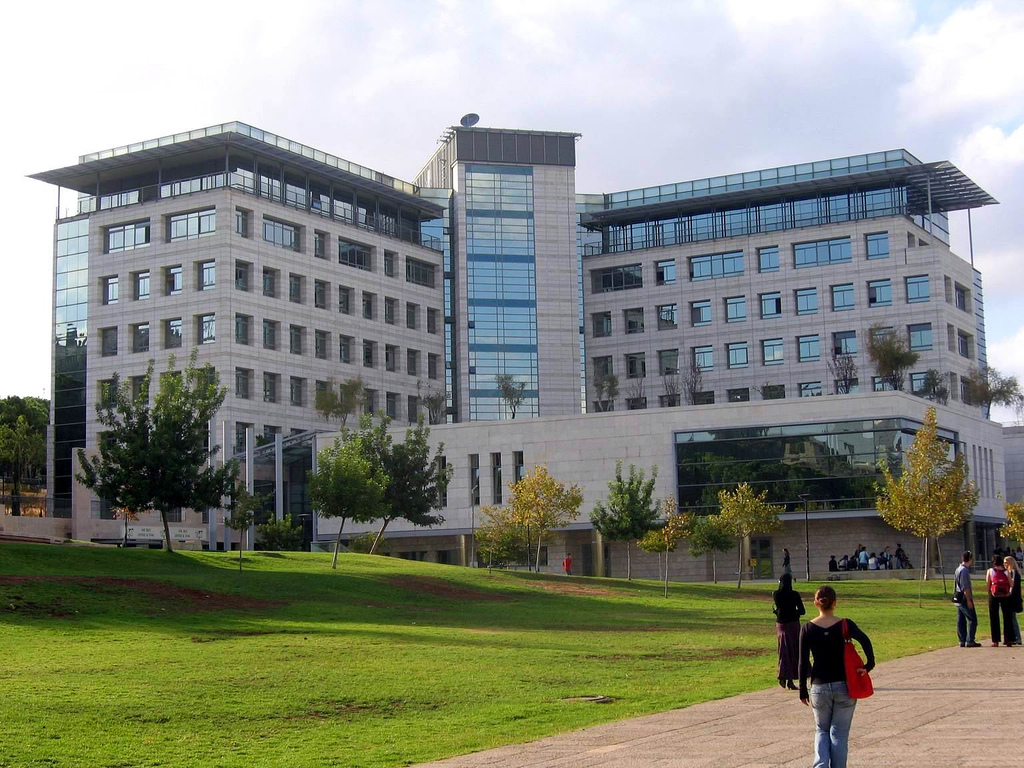
Informaticafaculteit van het Technion

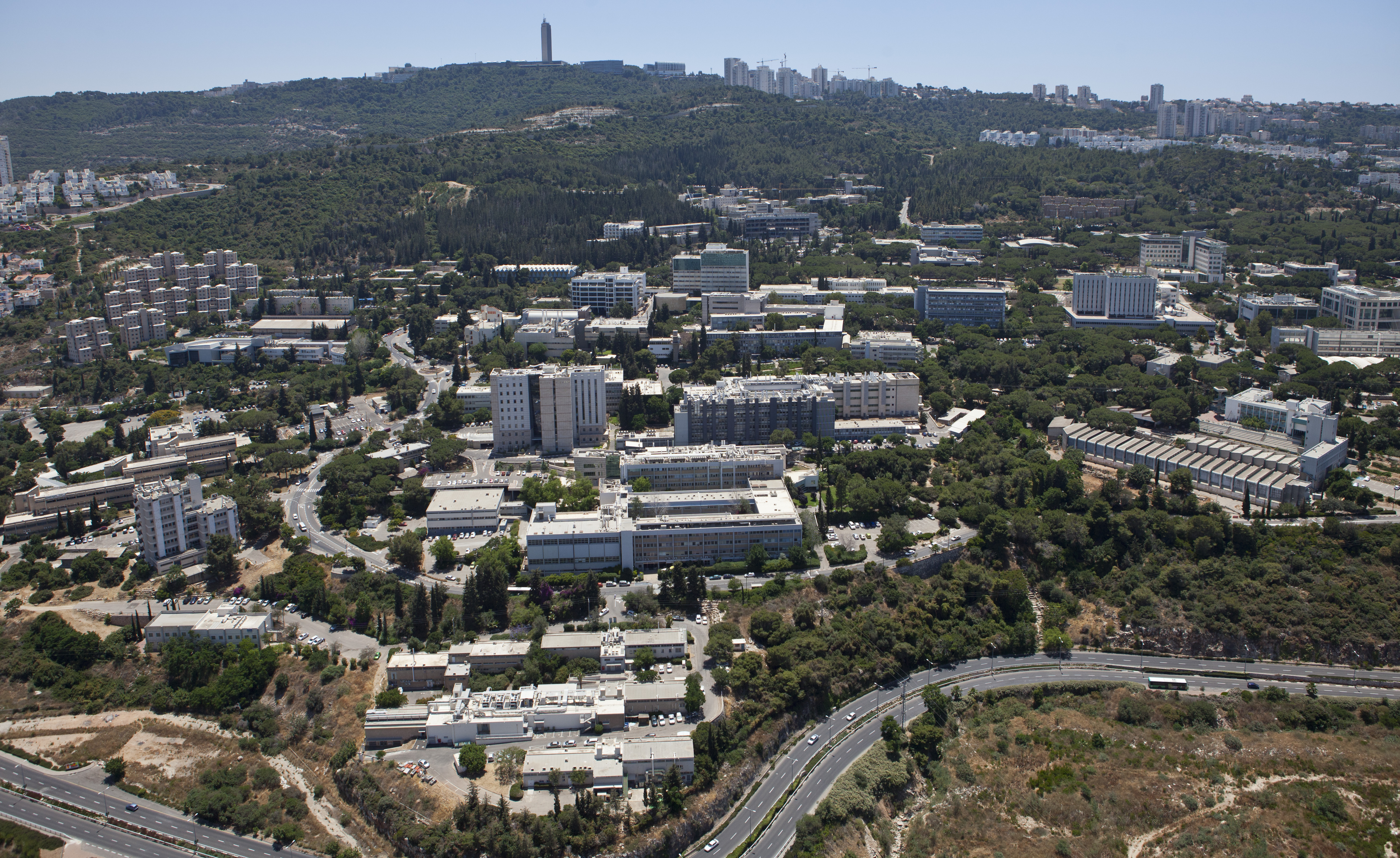
Campus op de Karmelberg, Haifa

Het Technion (Hebreeuws: הטכניון – מכון טכנולוגי לישראל - haTekhniun – Mkhun tekhnulugi l'Ishral, officiële Engelse naam: Technion – Israel Institute of Technology) is een Israëlische technische universiteit die in 1912 in Haifa werd opgericht. In 1924 werd het eerste onderricht gegeven. Grondleggers waren diverse Duitse wetenschappers, onder wie Paul Nathan en Albert Einstein. Daarmee is het de oudste universiteit van het huidige Israël. De universiteit wordt algemeen beschouwd als de meest vooraanstaande technische universiteit van het land.
Een groot deel van de technologische vernieuwingen in Israël zijn gebaseerd op onderzoek verricht aan het Technion, en veel technische managers zijn afgestudeerd aan het instituut. Als Israel Institute of Technology wordt het wel het MIT van Israël genoemd.
De campus van het Technion ligt op het Karmelgebergte, aan de rand van Haifa.

## Samenwerkingsverbanden
In november 2013 werd het Technion Israel Institute of Technology lid van het samenwerkingsverband Euro Tech Universities, waar de Technische Universiteit Eindhoven ook deel van uitmaakt. Deze Israëlische topuniversiteit is niet onomstreden. Uit onderzoek blijkt dat het onbemande bulldozers heeft voortgebracht die door het Israëlische leger (IDF) ingezet worden in Palestina en detectietechnologie om tunnels onder de Gazastrook lam te leggen. 
Aan de Belgische universiteiten van Gent en Leuven, die onderzoek doen in samenwerking met Technion, ontstond vorig jaar grote commotie toen bleek dat Technion relaties onderhoudt met verschillende wapenproducenten, waaronder IAI dat gevechtsvliegtuigen en militaire drones produceert. Bij de universiteit van Gent leidde dit tot de oprichting van een mensenrechtencommissie die ieder nieuw project met universiteiten uit landen als Turkije, China of Israël onder de loep legt om te voorkomen dat de universiteit deelneemt aan 'compromitterende projecten'.

## Bekende oud-studenten
- Daniel Hershkowitz (1953), wiskundige, rabbijn en politicus
- Uzi Landau (1943), systeemanalist en politicus
- Yuval Ne'eman (1925-2006), natuurkundige, bedenker van een voorloper van het quarkmodel, generaal in het Israëlische leger

## Bekende wetenschappers
- Daniel Hershkowitz (1953), hoogleraar wiskunde, rabbijn en politicus
- Uzi Landau (1943), systeemanalist en politicus
- Aaron Ciechanover (1947), hoogleraar biochemie, Nobelprijswinnaar Scheikunde 2004
- Avram Hershko (1937), hoogleraar biochemie, Nobelprijswinnaar Scheikunde 2004
- Daniel Shechtman (1941), hoogleraar materiaalkunde, Nobelprijswinnaar Scheikunde 2011